# Vlaho Constantini
Vlaho Constantini O.P. (Blaž; Dubrovnik, oko 1410. – 30. kolovoza 1481.) bio je prelat Katoličke Crkve koji je služio kao biskup trebinjsko-mrkanski od 1464. do 1481.

## Životopis
Rođen je u Dubrovniku oko 1410. godine. Vrlo rano je pristupio Dominikanskom redu. Kao nadaren mladić dobio je novčanu potporu vlade Dubrovačke Republike za studij u Bologni. Godine 1434./35. spominje se kao student prve godine biblijskog tečaja. Od 1439. godine spominje se kao doktorand, a doktorirao je prije 24. svibnja 1439. godine.
Vrativši se kući nakon studija, obavljao je razne službe u samostanu te Dalmatinskoj provinciji. Generalni kapitul reda ovlastio ga je za provođenje reforme u samostanu sv. Križa u Gružu. Dva puta (1440.-1447. i 1458.-1460.) je obnašao službu priora samostana sv. Dominika te dva puta službu provincijala Dalmatinske provincije (1442.-1447.). Istu je provinciju 1444. godine zastupao kao delegat na generalnom kapitulu u Dijonu.
Godine 1451. imenovan je vikarom albanskih samostana koji su tada pripadali Dalmatinskoj provinciji. Uskoro ga je vlada Dubrovačke Republike poslala u Rim gdje je od pape Nikole V. isposlovao neke bule koje su se ticale kanonikata. Nakon toga imenovan je komendatarnim opatom benediktinskog samostana sv. Mihovila u Pakljenom na otoku Šipanu, a zatim mu je ponuđena služba opata benediktinske Mljetske kongregacije, ali samo pod uvjetom da nosi benediktinsko odijelo, što je on odbio.
Za vrijeme sukoba hercega Stjepana Vukčića Kosače  s Dubrovačkom Republikom, 9. lipnja 1451., s papom Nikolom V. razrađivao svojevrsni proglasa europskim vladarima koji su na bilo koji način podržavali Kosaču. Constantini je uvjerio papu kako Dubrovčani nisu izazvali sukob, nego herceg Stjepan. Unatoč tome, rat nije zaustavljen. Skupa s Bartolom Gučetićem, 17. ožujka 1452., još jednom je putovao u Rim. Kako bi riješao pitanje odvajanja Stonske od Korčulanske biskupije, koja je bila pod venecijanskom upravom, još jednom je 10. kolovoza 1452. putovao u Rim. Dubrovačka mu je vlada obećala ukoliko riješi to pitanje, biskupsko imenovanje u Stonu. Početkom studenoga, vjerojatno zbog velikog mletačkog otpora, neobavljenog posla vratio se kući. Dubrovačka vlada još ga jednom u listopadu 1454. šalje u Rim kako bi od pape isposlovali pravo imenovanja svojih nadbiskupa i drugih viših crkvenih službenika.
Dok se nalazio u Rimu, 24. ožujka 1455. umro je papa Nikola V. Dubrovačka vlada je Constantiniju, 24. travnja 1455. pisala da iskoristi izbor novoga pape Kalista III. kada pape obično lakše udjeljuju posebne povlastice. Ipak, ni to nije pomoglo. Početkom srpnja 1455. vratio se u Dubrovnik. Godine 1459. Dubrovačka Republika je donijela zakon da nijedan dubrovački klerik, pod prijetnjom desetogodišnjeg izgona sa područja Republike, od Svete Stolice ne smije tražiti nikakvu čast ili crkveni položaj. Jedini je od toga bio izuzet Vlaho zbog velikih zasluga za Dubrovačku Republiku. Bila mu je dana mogućnost odlaska u Rim gdje je mogao od pape zatražiti imenovanje trebinjsko-mrkanskim biskupom. Iapk, imenovanju se oštro suprotstavio Marcial Auribelli, vrhovni poglavar dominikanskog reda; vjerojatno kako ne bi izgubio vrijednog člana svoga reda.
Iapk, vlada Dubrovačke Republike nije odustala od svoje namjere kako bi se odužila svom vrijednom diplomatu. Dana 19. ožujka 1464. papa Pio II. imenuje ga biskupom biskupije nepoznate lokacije po imenu „Bario”, „Barut(h)um” (Bayreut u Bavarskoj?), „Bodonum”, „Bodinum” i sl. Nekii povjesničari identificiraju ovo mjesto s Beirutom u Libanonu ili Bodonium ili Bodiniumom. Kako je nakon smrti biskupa Mihovila Natalisa Trebinjsko-mrkanska biskupija bila upražnjena, Senat Dubrovačke Republike, 18. prosinca 1463., odobrio je da je može tražiti za sebe. Papa je 19. ožujka 1464. uvažio njegovu molbu. Imenovan je, 20. listopada 1464., biskupom trebinjsko-mrkanskim.
Blaž je kao sufragan dubrovačkoga nadbiskupa stanovao je u gradu te je zamjenjivao nadbiskupa u svim važnijim poslovima. Vrhovni poglavar dominikanskog reda Leonard de Mansuetis mu je, 1473. godine, dodijelio jednog redovnika kao tajnika i pomoćnika.
Umro je 30. kolovoza 1481. godine. Pokopan je u crkvi sv. Dominika u Dubrovniku.
Kao student teologije u Bologni napisao je dva sveska propovijedi pod naslovom „Conciones de tempore et de sanctis” i „Lectura”, koji se čuvaju u knjižnici samostana sv. Dominika u Dubrovniku.

### Knjige
- Krasić, Stjepan. 2023. Dubrovački dominikanci i Trebinjsko-mrkanska biskupija.   Puljić, Ivica; Marić, Marinko (ur.). Trebinjsko-mrkanska biskupija: Zbornik radova povodom obilježavanja 1000. obljetnice prvoga pisanog spomena Trebinjske biskupije i 700. obljetnice prvoga pisanog spomena Mrkanske biskupije. Trebinjsko-mrkanska biskupija. Mostar. str. 437–469
- Perić, Ratko. 2020. Kronotaksa trebinjsko-mrkanskih biskupa s nekim prijepornim pitanjima.   Krešić, Milenko (ur.). Trebinjsko-mrkanska biskupija za vrijeme posljednjeg biskupa ordinarija Nikole Ferića (1792.-1819.) i nakon njega. Teološko-katehetski institut u Mostaru. Mostar. str. 9–33

### Mrežna sjedišta
- Bishop Blasius , O.P. †. catholic-hierarchy.org (engleski). Pristupljeno 21. rujna 2022.

| Titule u Katoličkoj Crkvi  | Titule u Katoličkoj Crkvi              | Titule u Katoličkoj Crkvi |
| -------------------------- | -------------------------------------- | ------------------------- |
| prethodnik Mihovil Natalis | Biskup trebinjsko-mrkanski 1464.–1481. | nasljednik Donat Đurđević |